# 神奈川県立有馬高等学校
神奈川県立有馬高等学校（かながわけんりつありまこうとうがっこう）は、神奈川県海老名市社家五丁目に所在する公立の高等学校。校名は、かつてこの地に存在した村名の有馬村から由来する。また、神奈川県立高校としては唯一ユネスコ・スクールに加盟している。本校は座間支援学校有馬分教室と併設しており、学校行事等で合同することがある。総合の授業ではSDGs(sustainable development goals)を用いる探究活動を行っている。近年は部活動の成果や学校行事がTVや新聞に掲載されることが多くなっている。

## 設置学科
- 普通科

## 校章・校訓
校章は「イチョウ」マーク。イチョウは神奈川県の「県の木」にも指定されている。
三枚の葉はそれぞれ知、仁、勇、つまり賢さ、豊かさ、逞しさをあらわしている。

## 沿革
- 1983年（昭和58年）- 開校。
- 2008年（平成20年）- ユネスコスクール加盟。[1]
- 2013年（平成25年）- 創立30周年を迎える。
- 2013年（平成25年）4月 - 外国語コースを英語コースと改称。
- 2017年（平成29年）4月 - 英語コースの生徒募集を停止し、コース制を解消。

## 最寄駅
- JR相模線社家駅から、徒歩約12分程度。

## 著名な出身者
- 中村武人 - 神奈川県議会議員
- akko - 歌手、My Little Loverボーカル
- 矢部達哉 - ヴァイオリニスト
- タケトモアツキ(竹友あつき)-シンガーソングライター
- 坂井幹 - ハンドボール選手